# 켄트 (코네티컷주)
켄트(Kent)는 리치필드 카운티, 코네티컷 에 있는 마을로 뉴욕과 국경을 가진 마을이다. 2000년의 인구조사에 따르면 인구는 2,858명이었다. 이 마을은 세 가지 기숙학교(남 켄트 학교, 켄트교 와 가 마블우드 학교)의 고향이다. 샤티코크 인디언 보호구역도 또한 마을 경계 내에 위치해 있다.

## 역사
켄트 마을은 1737년에 분할되어 1739년에 정착했다. 그 마을은 영국의 켄트의 이름을 따서 지어졌다.

## 지리
켄트는 리치필드 카운티 안에 있다. 켄트의 위치는 북위 41° 43′ 29″ 서경 73° 28′ 39″ / 북위 41.72472°  서경 73.47750°  이다. 전체 면적은 49.6평방마일(128km2)이며, 그 중 48.5평방마일(126km2)은 육지이고 1.1평방마일(2.26%)은 물이다. 코네티컷주의 차량에 개방된 두 개의 덮개 다리 중 하나, 불스 브리지가 마을에 있다. 그 도시는 후서토닉 강으로 양분되어 있다. 서부 반쪽은 애팔래치아 트레일의 일부 뿐만 아니라 샤티코크 인디언 보호구역인 마케도니아 브룩 주립 공원이 있다.

### 주요 커뮤니티
- 불스 브리지
- 플랜더스
- 켄트 센터
- 켄트로
- 마케도니아
- 북쪽 켄트
- 남쪽 켄트 (자체 우체국을 가지고 있다)
- 샤티코크 인디언 보호구역

## 관심 지점

### 마케도니아 브룩 주립공원
마케도니아 브룩 주립공원은 1918년에 리치필드 백설기념재단으로부터 1,552에이커(6.28km2)를 기증받아 처음 문을 열었다. 그 이후로는, 현재 2,300에이커(9.3km2) 크기로 커졌고 일년 내내 야외 레크리에이션용으로 사용된다.
애팔래치아의 순수하고 아름다운 곳 외에도, 이 공원은 넓은 산책로, 캠핑장, 대규모 단체 소풍 장소, 작은 언덕 정상 호수 그리고 당연히, 마케도니아 브룩을 자랑한다. 방문객들은 또한 공원 주변에 설치된 많은 그릴들을 이용할 수 있다. 블루 트레일의 정상에서, 등산가들은 캣츠킬 산맥과 타코닉 산맥의 환상적인 경치를 볼 수 있다.

### 켄트 폭포 주립공원

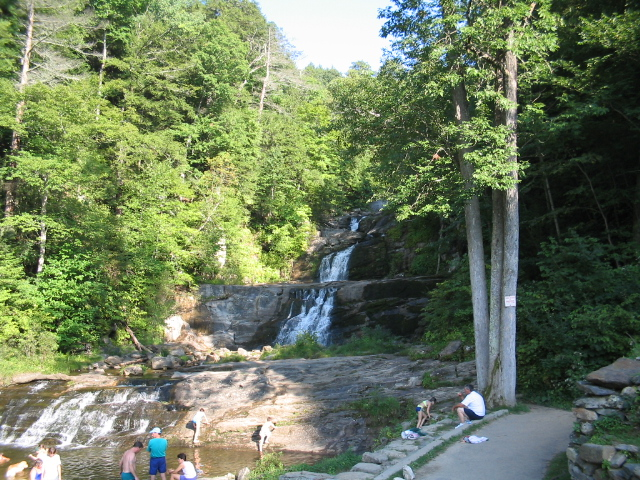
켄트에 떨어지기 전에,그 2005-2006 링

켄트 폭포 주립 공원의 이름은 종종 "인랜드 파크스의 보석"으로 불리고 17개의 다른 폭포의 경치를 볼 수 있다. 폭포는 워렌에 위치한 습지대에 의해 공급되고, 공원의 길 건너편에 있는 후서토닉 강으로 바로 비워진다.
산길은 4분의 1마일에 걸쳐 경사지고, 걷는 것도 어렵지 않지만 25만 마일에 250피트(76m)나 오른다. 2006년에는 110만 달러 규모의 트레일 리노베이션이 완료되어 새로운 뷰 플랫폼과 재설계된 트레일을 제공했다. 한때는 폭포의 전체 길이를 따라 수영이 허용되었지만, 많은 심각한 사고들 때문에, 공원에서 모든 물 위 지역을 따라 번성하는 자연환경에 대한 대규모 피해는 현재 최저 수준의 법으로 금지되어 있다.
이 공원은 송어 공원으로 지정되어 있고 주 해치의 송어들로 채워져 있다. 송어공원이 지정되었기 때문에 공원의 일일 주름 한도는 물고기 두 마리이다.

### 불스 브리지

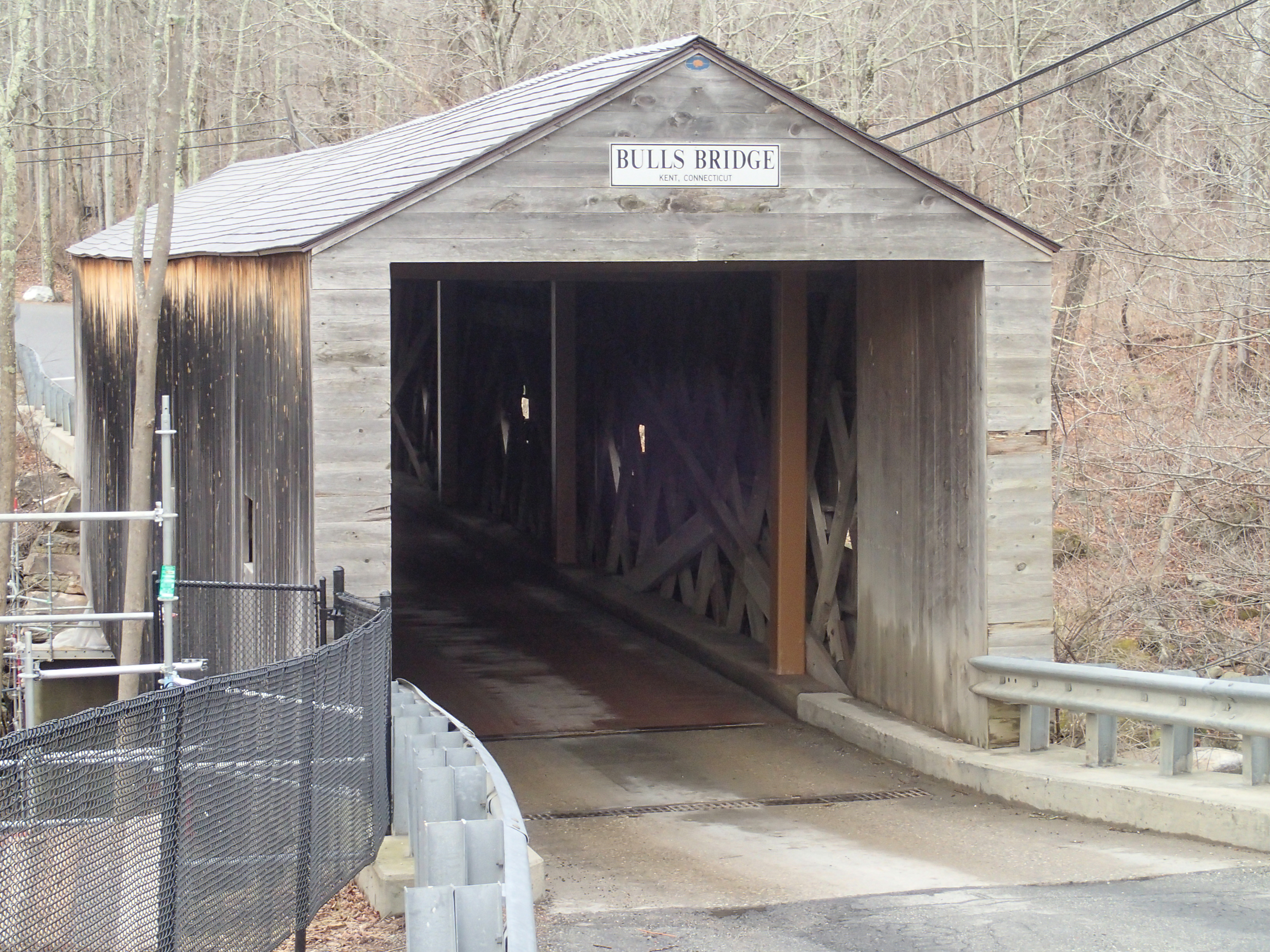
불스 브릿지,켄트,코네티컷

불스 브릿지는 19세기 이후 코네티컷에 남아 있는 세 개의 다리 중 하나이다. 조지 워싱턴은 1781년 현재의 다리 위치 근처에서 후서토닉 강을 건넜다.

### 슬로안 스탠리 박물관
에릭 슬로안의 스튜디오와 골동품 수집품을 전시한 박물관이다.

### 코네티컷 앤티크 머신 협회
이름에서 알 수 있듯이, 고대 기계 전용 박물관이다. 한 눈에 띄는 전시물은 3피트(914mm)의 좁은 게이지 레일로, 증기 기관차가 작동되고 있다.

## 인구
| 인구조사              | 인구  | Note | %±     |
| --------------------- | ----- | ---- | ------ |
| 1820년                | 1,956 |      | —      |
| 1850년                | 1,848 |      | —      |
| 1860년                | 1,855 |      | 0.4%   |
| 1870년                | 1,744 |      | −6.0%  |
| 1880년                | 1,622 |      | −7.0%  |
| 1890년                | 1,383 |      | −14.7% |
| 1900년                | 1,220 |      | −11.8% |
| 1910년                | 1,122 |      | −8.0%  |
| 1920년                | 1,086 |      | −3.2%  |
| 1930년                | 1,054 |      | −2.9%  |
| 1940년                | 1,245 |      | 18.1%  |
| 1950년                | 1,392 |      | 11.8%  |
| 1960년                | 1,686 |      | 21.1%  |
| 1970년                | 1,990 |      | 18.0%  |
| 1980년                | 2,505 |      | 25.9%  |
| 1990년                | 2,918 |      | 16.5%  |
| 2000년                | 2,858 |      | −2.1%  |
| 2010년                | 2,979 |      | 4.2%   |
| 2020년                | 3,019 |      | 1.3%   |
| U.S. Decennial Census |       |      |        |

2000년 인구조사 결과 2858명, 1,143가구, 744가구가 살고 있었다. 인구 밀도는 평방 마일당 59.0명(22.8km2)이었다.평균 평방 마일당 30.2의 밀도(11.7/km2)에서 1,463개의 주택 단위였다. 이 도시의 인종 구성은 95.77% 백인, 0.56% 흑인 또는 아프리카계 미국인, 0.77%의 아메리카 원주민, 0.98%의 아시아인, 0.03%의 퍼시픽 아일랜드인, 1.19% 이상의 인종이었다. 인구의 2.52%가 히스패닉계 또는 라틴계였다. 켄트의 상위 5개 민족 집단은
- 잉글랜드-19%
- 아일랜드-16%
- 독일-14%
- 이탈리아-7%
- 스코틀랜드 5%

이 중 28.6%가 18세 미만인 아이를 가지고 있었고, 55.6%가 부부, 6.7%가 남편이 없는 여성 가구원, 34.9%가 비가족 가구였다. 전체 가구의 28.3%가 개인으로 구성되었고 12.6%는 65세 이상의 혼자 살고 있었다. 평균 가구 크기는 2.43이고 평균 가족 크기는 2.99이었다.
이 도시의 인구는 18세 미만이 22.8%, 18세 이상 24세 이하가 5.2%, 25세 이상 44세 이하가 26.3%, 45이상 64세 이하가 27.8%, 65세 이상이 17.8%였다. 평균 나이는 43세이다. 여성 100명당 93.9명의 남성이 있었다. 18세 이상의 여성 100명당 90.6명의 남성이 있었다.
그 도시의 가구의 평균소득은 53,906달러였고, 가구의 중간소득은 66,065달러였다. 남성의 중간 소득은 46,343달러였고 여성의 평균 수입은 31,493달러였다. 그 도시의 1인당 국민소득은 38,674달러였다. 18세 미만, 65세 이상 연령의 10.8%를 포함하지 않는 약 0.1%의 가정과 3.2%의 인구가 빈곤선 이하였다.
Sowles, Edward A. (1890년 10월 21일). 《Memorial Sketch of Herman R. Beardsley in Proceedings of the Vermont Bar Association》. II, 5. Barre, VT: Thomas H. Cave, Book and Job Printer. 310–313쪽.
| 2005년 10월 25일 현재 유권자 등록 및 파티 등록 | 2005년 10월 25일 현재 유권자 등록 및 파티 등록 | 2005년 10월 25일 현재 유권자 등록 및 파티 등록 | 2005년 10월 25일 현재 유권자 등록 및 파티 등록 | 2005년 10월 25일 현재 유권자 등록 및 파티 등록 | 2005년 10월 25일 현재 유권자 등록 및 파티 등록 |
| 자                                             | 자                                             | Active 유권자                                  | 유권자들이 비활성화                            | 총 투표자                                      | 비율                                           |
| ---------------------------------------------- | ---------------------------------------------- | ---------------------------------------------- | ---------------------------------------------- | ---------------------------------------------- | ---------------------------------------------- |
| 민주                                           | 602                                            | 26                                             | 628                                            | 29.68%                                         |                                                |
| 공당                                           | 570                                            | 20                                             | 590                                            | 27.88%                                         |                                                |
| 계열사가 아닌                                  | 839                                            | 59                                             | 898                                            | 42.44%                                         |                                                |
| 사소한 당사자                                  | 0                                              | 0                                              | 0                                              | 0.0%                                           |                                                |
| 총                                             | 총                                             | 2,011                                          | 105                                            | 2,116                                          | 100%                                           |

## 교육
켄트는 지역 학교 구역 01의 멤버로, 가나안, 콘월, 북부 가나안, 살리스베리, 샤론의 마을도 포함한다. 공립학교 학생들은 K-8학년에서 켄트 센터 스쿨을, 9-12학년에서는 후서토닉 골짜기 지역 고등학교에 다닌다. 또 켄트에는 세개의 사립학교가 있다. 그들은 9~12학년을 대상으로 하는 공동 편찬 사립 학교인 켄트 학교 , 사우스 켄트 학교, 남학생들의 간이 기숙 학교, 공동 기숙 학교인 마블우드 학교이다.

## 교통
7번 도로는 마을의 남북 간 주요 간선도로이고 341번 도로는 동서 간선도로이다.

## 주목할만한 사람들
- William H. Armstrong, 'Sounder' 의 저자
- Herman R. Beardsley, 버몬트 대법관
- Joe Bouchard, 록 그룹 블루 외이스터 컬트의 창립 멤버
- James Burnham, 미국의 정치 이론가, 켄트에서 마지막 해를 보내고 그곳에서 사망
- Ted Danson, 배우이자 켄트 학교의 졸업생
- Oscar De la Renta, 패션 디자이너
- Lana del Rey,가수이자 켄트 학교의 졸업생
- Brendan Fraser, 배우
- Adam Kennedy, 배우, 작가, 화가, 켄트에서 사망
- Henry Kissinger, 전 미국 국무장관, 도시에 집이 있고 종종 켄트에서 텔레비전 인터뷰를 한다.
- Trudie Lamb-Richmond, 샤티코크의 전 부족 의장, 미국 인디언 운동가, 작가, 교육자, 문화 지도자, 스토리텔러, 부족 역사학자
- Patti LuPone, 가수이자 배우
- Seth MacFarlane, 애니메이터, 켄트에서 'Family Guy', 'Cleverland Show', 그리고 'American Dad' 등을 만든 TV 프로듀서 겸 감독과 목소리 배우
- Edmund Morris, 퓰리처상 수상작가
- Lynn Redgrave, 여배우
- Brooke Stevens, 소설가

Sowles, Edward A. (1890년 10월 21일). 《Memorial Sketch of Herman R. Beardsley in Proceedings of the Vermont Bar Association》. II, 5. Barre, VT: Thomas H. Cave, Book and Job Printer. 310–313쪽.